# Incidente de Namamugi

O Incidente de Namamugi, como mostrado em uma pintura em madeira do século XIX. Charles Lennox Richardson está no centro da cena.

O Incidente de Namamugi (生麦事件, Namamugi-jiken) (às vezes conhecido como Incidente de Kanagawa ou Caso Richardson) foi um ataque samurai a estrangeiros no Japão em 14 de setembro de 1862, que resultou no Bombardeio de Kagoshima em agosto de 1863, durante o Bakumatsu. Em japonês, o bombardeio é descrito como uma guerra entre o Reino Unido e o domínio de Satsuma, a Guerra Anglo-Satsuma.

## Curso dos acontecimentos

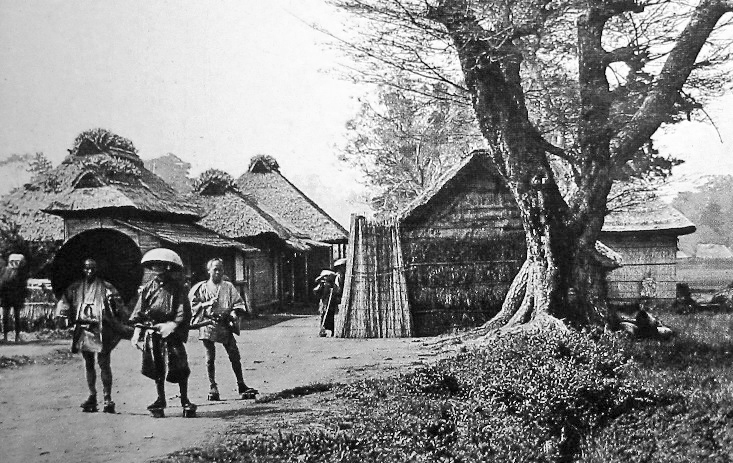
Entrada para a vila de Namamugi, 1862.

Quatro súditos britânicos (um mercador de Xangai chamado Charles Lennox Richardson, dois outros mercadores baseados em Yokohama, Woodthorpe Charles Clark and William Marshall, e a Sra. Margaret Watson Borradaile) estavam viajando a passeio na rota de Tokaido passando pela vila de Namamugi (hoje parte de Tsurumi-ku, Yokohama) a caminho do templo de Kawasaki Daishi onde hoje se localiza a cidade de Kawasaki. O grupo partiu do porto aberto de Yokohama às 2 horas e 30 minutos da tarde de barco, cruzando o porto de Yokohama com a vila de Kanagawa, a fim de chegar a seus cavalos, que tinham sido enviados antes.
Ao passarem para o norte através vila de Namamugi, eles encontraram uma grande comitiva armada de Shimazu Hisamitsu, o regente e pai de Shimazu Tadayoshi, o daimyo de Satsuma, indo para a outra direção. O grupo continuou a caminhar ao longo do lado da estrada sem desmontarem até chegar ao corpo principal da procissão, que ocupava a largura inteira da estrada. No Japão, os samurais tinham um direito legal de atacar qualquer pessoa que mostrasse desrepeito (ver Kirisute gomen). No entanto, cidadãos britânicos eram protegidos pela Extraterritorialidade devido ao Acordo de Amizade Anglo-japonês. Richardson, liderando os britânicos, andou muito perto da procissão e foi cortado por um dos guarda-costas de Satsuma. Os dois outros homens ficaram seriamente feridos (a Sra. Borrodaile não foi fisicamente atacada), e eles correram o mais rápido que podiam, com Richardson posteriormente caindo de seu cavalo, mortalmente ferido. Hisamitsu deu a ordem do todome - o golpe de misericórdia. A sepultura de Richardson encontra-se em Yokohama, em um terreno privado perto do Cemitério Geral de Estrangeiros de Yokohama, entre os túmulos de Marshall e Clarke.
O caso de Eugene Van Reed, que havia desmontado de seu cavalo e se curvado diante de um trem de daimyo, foi dado como exemplo pelos apoiadores de Shimazu, que mais tarde disseram que a atitude insolente dos britânicos (que não desmontaram) causou o incidente. A conduta de Van Reed chocou a comunidade ocidental, que acreditava que os ocidentais deviam se manter com dignidade ante os japoneses, pelo menos no mesmo nível de qualquer pessoa japonesa. Não há nenhuma evidência que apoie as sugestões posteriores de que Richardson tenha chicoteado chineses enquanto andava a cavalo na China, embora de acordo com o Japan Herald "Extra" de terça-feira, 16 de setembro de 1862, ouviu-se ele dizer pouco antes do acidente, "Eu seu como lidar com essa gente".

## Consequências do Incidente de Namamugi

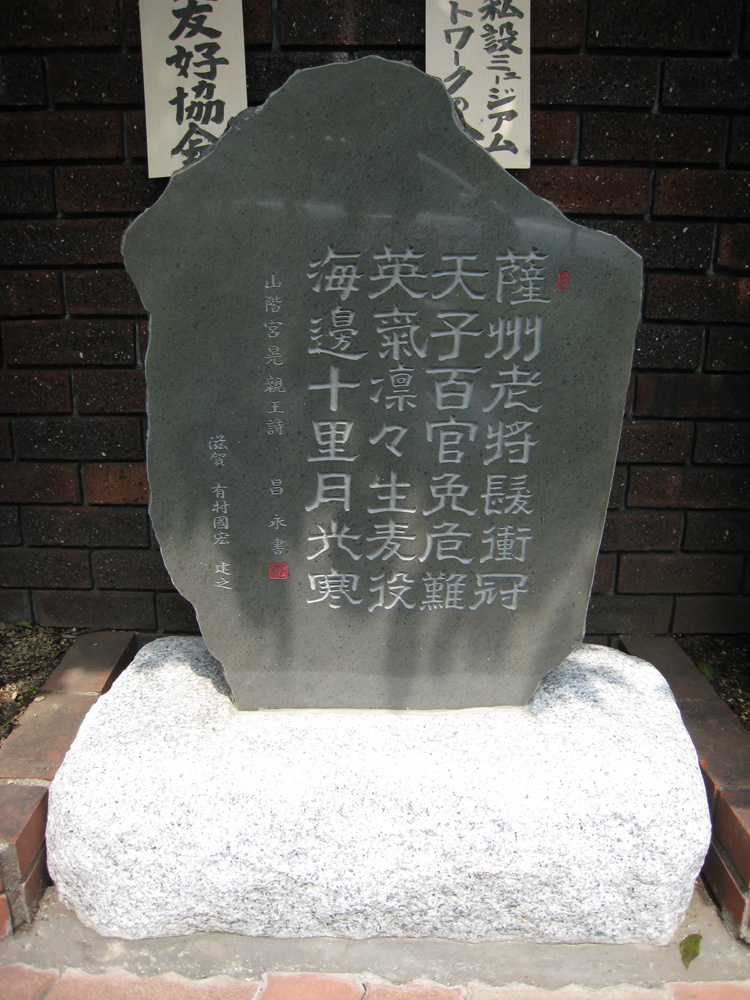
Monumento poético do Incidente de Namamugi, em Yokohama.

O incidente provocou um susto na comunidade estrangeira do Japão, que se concentrava no distrito de Kannai, em Yokohama. Muitos comerciantes apelaram a seus governos para tomarem ações punitivas contra o Japão. A Grã-Bretanha cobrou reparações do governo (£100,000, posteriormente pagos) e do Daimyo de Satsuma (junto com a prisão, julgamento e execução dos culpados, o que nunca ocorreu). Satsuma ignorou e os britânicos, um ano depois, iniciaram a Guerra Anglo-Satsuma. Um esquadrão se dirigiu para Kagoshima, a capital do domínio de Satsuma a fim de cobrar indenização pelo Incidente de Namamugi. Encontrando mais descaso, eles tomaram alguns vassalos de Satsuma como reféns e exigiram pagamento pelo seu resgate, sendo inesperadamente atacados pelos fortes de Satsuma. O esquadrão retaliou, e ocorreu o bombardeio de Kagoshima. Isso custou a vida cinco nativos de Satsuma (que foram em grande parte evacuados antes do ataque surpresa do esquadrão britânico) e onze vidas entre os britânicos (incluindo, com um único tiro de canhão, o Capitão e o Comandante da capitania britânica HMS Euryalus). As perdas materiais foram substanciais, com cerca de 500 casas queimadas em Kagoshima, e três navios a vapor de Satsuma afundados. O conflito causou muita controvérsia na Câmara dos Comuns do Reino Unido, mas a conduta do Vice-Almirante Augustus Leopold Kuper foi posteriormente elogida pela Casa. Kuper foi promovido a Cavaleiro Comandante da Mais Honrosa Ordem do Banho, em 1864, "por seus serviços em Kagoshima".
Satsuma reconheceu a superioridade da Marinha Real Britânica e buscou um relacionamento comercial com a Grã-Bretanha como resultado. Mais tarde naquele ano, eles pagaram a compensação exigida pelo governo britânico de £25,000 (16 milhões de libras esterlinas, em valores de 2011), pegando emprestado (e nunca repagando) o dinheiro do bakufu - o governo do Xogum que teria apenas mais cinco anos de vida, para depois ser substituído pelo governo restaurado do Imperador Meiji.
O incidente serviu de base para o romance de James Clavell, Gai-Jin.

## Leitura de apoio
- Satow, Ernest. A Diplomat in Japan, Tuttle (1921). ISBN 4-925080-28-8
- Rennie, David. The British Arms in North China and Japan. Originally published 1864.  Facsimile by Adamant Media Corporation. (2001) ISBN 1-4021-8184-1
- Denney, John. Respect and Consideration: Britain in Japan 1853–1868 and beyond. Radiance Press (2011). ISBN 978-0-9568798-0-6